# Royaume d'Égypte
 (mai 2010).
Si vous disposez d'ouvrages ou d'articles de référence ou si vous connaissez des sites web de qualité traitant du thème abordé ici, merci de compléter l'article en donnant les références utiles à sa vérifiabilité et en les liant à la section « Notes et références ».
1922–1953
Entités précédentes :
- Sultanat d'Égypte

Entités suivantes :
- République d'Égypte

Le royaume d'Égypte (en arabe : المملكة المصرية) est le régime politique en vigueur en Égypte de 1922 à 1953. Le royaume est créé en 1922 lorsque le gouvernement britannique reconnaît l'indépendance de l'Égypte. Le sultan Fouad Ier devient ainsi le premier roi du nouvel État. Farouk succède à son père en 1936.
L'Égypte est occupée et contrôlée par le Royaume-Uni à partir de 1882, lorsque ses forces interviennent pour soutenir le régime du khédive contre la révolution nationaliste d'Ahmed Urabi. Bien que faisant partie nominalement de l'Empire ottoman, l'occupation militaire britannique de l'Égypte dure jusqu'à la Seconde Guerre mondiale. En 1914, à la suite de la déclaration de guerre contre l'Empire ottoman, la Grande-Bretagne transforme l'Égypte en protectorat et dépose le khédive. Ce dernier est remplacé par un autre membre de la famille, Hussein Kamal, qui prend le titre de sultan d'Égypte.
La monarchie est établie et reconnue par les Britanniques en 1922 en la personne de Fouad Ier. Ils sont en lutte contre le parti Wafd, une organisation nationaliste qui s'oppose fortement à l'influence britannique  et à leur mainmise sur le canal de Suez. D'autres forces politiques émergent au cours cette période, dont le Parti communiste (1925), et les Frères musulmans (1928), lesquels finissent par devenir une puissante force politique et religieuse.
Le roi Fouad Ier meurt en 1936 et Farouk hérite du trône à l'âge de seize ans. Alarmé de la récente invasion de l'Éthiopie par l'Italie, il accepte de signer le traité anglo-égyptien qui prévoit le retrait des troupes britanniques d'Égypte, à l'exception de la zone du canal de Suez dont l'évacuation est fixée en 1949.
Le royaume est miné par la corruption et la défaite dans la guerre israélo-arabe de 1948 entraînant la révolution égyptienne de 1952 dirigée par un groupe d'officiers de l'armée le Mouvement des officiers libres. Farouk abdique en faveur de son fils en bas âge Fouad II. Toutefois, en 1953, la monarchie est officiellement abolie et la République d'Égypte est proclamée.

## Histoire

### Khédivat
La dynastie de Méhémet Ali et ses descendants usait du titre de khédive. Ce titre a été officiellement reconnu par le sultan Abdul-Aziz qui l'a conféré à Ismaïl Pacha et ses successeurs. Contrairement à son grand-père, Méhémet Ali qui menait une politique agressive vis-à-vis de la Porte, Ismaïl utilise des moyens plus diplomatique à travers un mélange de flatterie et de la corruption, garantissant la reconnaissance officielle ottomane de la quasi-indépendance de l'Égypte. Trois ans plus tard, le Royaume-Uni envahit et occupe le pays officiellement pour soutenir le khédive Tawfiq contre la révolte nationaliste d'Ahmed Urabi. Le khédive continue de régner sur l'Égypte et le Soudan. En réalité, le véritable pouvoir est détenu dans le Haut-commissariat britannique.
Les Britanniques sont opposés à l'union de l'Égypte et du Soudan et imposent un statut de condominium anglo-égyptien, territoire sous domination conjointe britannique et égyptien. Ce statut est constamment contesté par les Égyptiens tant de la part du gouvernement que du grand public, qui ont toujours préconisé l'unité de la Vallée du Nil. Cette revendication restera un sujet de controverse entre l'Égypte et la Grande-Bretagne jusqu'à l'indépendance du Soudan en 1956.

### Sultanat
En 1914, le khédive Abbas II adopte une position favorable à l'Empire ottoman et aux Empires centraux dans la Première Guerre mondiale. Il est rapidement destitué par les Britanniques en faveur de son oncle Hussein Kamal qui prend le titre de sultan d'Égypte sous protectorat britannique.

### Après la Première Guerre mondiale
Une délégation égyptienne connue sous le nom « Wafd » demande à participer à la conférence de paix de Paris de 1919 afin d'exiger l'indépendance de son pays. Son chef politique, Saad Zaghloul, accédera plus tard au poste de Premier ministre. La délégation est arrêtée et déportée à l'île de Malte. En réaction, des manifestations de masse ont lieu en Égypte en mars et avril 1919 qui tournent à la révolution. Étudiants, fonctionnaires, commerçants, paysans, ouvriers, prêtres, chrétiens comme musulmans participent. La répression britannique cause la mort de huit cents personnes.
En novembre 1919, la commission Milner se rend en Égypte pour tenter de résoudre la situation. En 1920, Lord Milner présente son rapport à Lord Curzon, secrétaire aux affaires étrangères recommandant que le protectorat soit remplacé par un traité d'alliance. Lord Curzon accepte de recevoir une mission égyptienne dirigée par Zaghloul et Adli Yakan Pacha pour discuter de ces propositions. La mission arrive à Londres en juin 1920 et l'accord est conclu en août 1920. En février 1921, le Parlement britannique approuve l'accord et l'Égypte est invitée à envoyer une autre mission à Londres avec les pleins pouvoirs pour conclure un traité définitif. Adli Yakan Pacha dirige cette mission, qui arrive en juin 1921.
Cependant, les délégués à la conférence impériale de 1921 réunissant les représentants de l'Empire britannique soulignent l'importance de maintenir un contrôle militaire sur la zone du canal de Suez. Lord Curzon n'arrive pas à convaincre ses collègues du Cabinet de consentir des compensations qu'Adli Yakan Pasha serait en mesure d'accepter. La mission se conclut donc sur un échec.
Le décembre 1921, les autorités britanniques imposent la loi martiale et expulsent de nouveau Zaghloul. Cette initiative entraine de nouvelles démonstrations de violence en Égypte. Devant la montée du nationalisme et sur la suggestion du Haut-Commissaire Lord Allenby, le Royaume-Uni finit par reconnaitre l'indépendance égyptienne en 1922 ; la souveraineté de l'Egypte est toutefois plus formelle que réelle, la puissance coloniale britannique s'étant octroyée des «points réservés» comme le maintien de l'occupation militaire du pays. Le protectorat est aboli et le sultanat est converti en Royaume d'Égypte. Fouad Ier monte sur le trône et nomme Sarwat Pacha premier ministre.
Des réformes fiscales, administratives et gouvernementales sont entreprises. Les revendications nationalistes continuent à s'exprimer, la Grande-Bretagne dominant toujours la vie politique du pays, conservant le contrôle de la zone du canal, du Soudan et assurant la « protection » externe militaire de l'Égypte.

### Période post-protectorat (1922 - 1936)

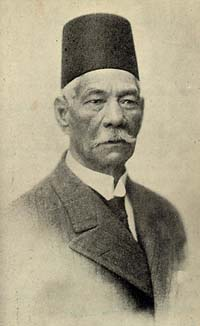
Saad Zaghloul

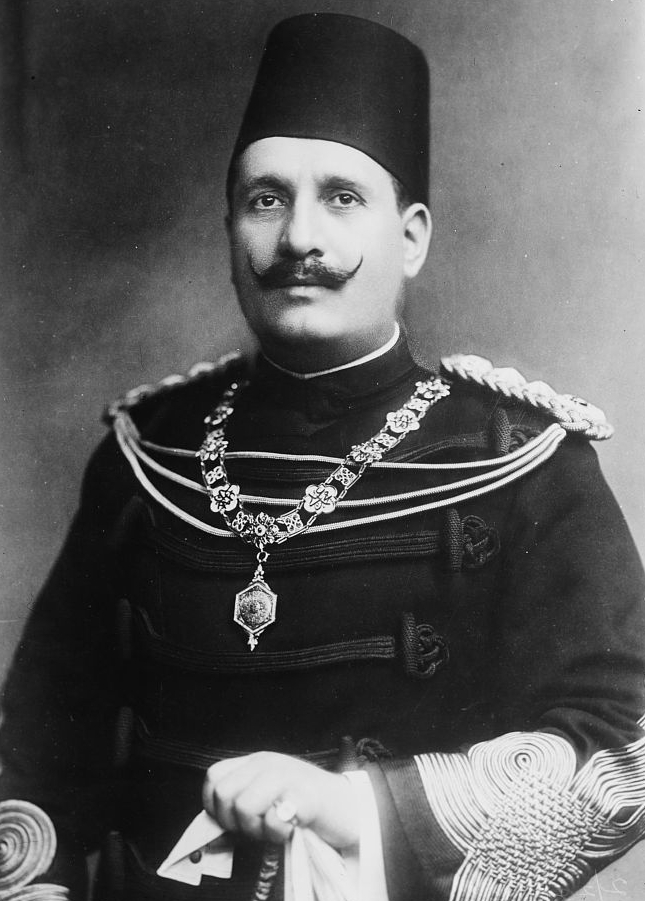
Fouad Ier

Le 19 avril 1923 l'Égypte adopte une nouvelle constitution élaborée par le parti Wafd. Selon cette constitution, le roi est le chef suprême du pays. Il doit être assisté par les ministres dans les tâches du gouvernement. Le pouvoir législatif est dévolu au parlement.
Représentant le parti Wafd, Saad Zaghloul (1858-1927) est élu au suffrage universel premier ministre en 1924. Il exige que la Grande-Bretagne reconnaisse la souveraineté égyptienne sur le Soudan et l'union de la vallée du Nil. Le 19 novembre 1924, le gouverneur-général du Soudan, Sir Lee Stack, est assassiné au Caire et des émeutes pro-égyptiennes éclatent au Soudan. Les Britanniques exigent des excuses de la part de l'Égypte et le retrait de ses troupes du Soudan. Zaghloul qui consent à la première demande mais non à la seconde est contraint à la démission le 24 novembre 1924.
Une longue période d'instabilités suit cette démission. En 1928, le parlement est dissous, et une partie de la constitution n'est plus respectée. La même année, Hassan el-Banna fonde l'association des Frères musulmans contre le parti Wafd et l'influence occidentale. L'année suivante, le parti fasciste Misr-al-Fatat (en) est fondé par Ahmad Husayn. Le 4 octobre 1929, le premier ministre Mohammad Mahmoud Pacha démissionne. Durant les deux mois qui suivent, Sir Percy Loraine assure la fonction du gouverneur général d'Égypte, jusqu'à ce que le pays puisse choisir un nouveau premier ministre. En 1931, le parti Wafd boycotte les élections, le gouvernement du pays passe aux mains du parti Al-Sha'ab (parti du peuple). De 1933 à 1936, Fouad Ier dirige lui-même le pays. Durant cette période, grâce à des retours en poste des anciens chefs du gouvernement comme Sarwat Pacha, Adli Pacha ou Mahmûd Khalîl Pacha qui assuraient des mandats supplémentaires, l'Égypte peut développer de bonnes bases qui lui permettent bientôt de retrouver l'indépendance totale.

### Période Farouk (1936 - 1952)
Fouad Ier décède le 28 avril 1936. Le roi Farouk, son fils, âgé de seize ans, lui succède. Jusqu'au 29 juillet 1937, il est assisté par le conseil de régence présidé par le prince Mohammed Ali Tewfik.

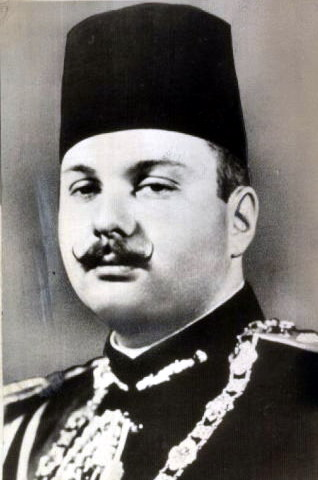
Farouk (roi d'Égypte) (1920-1965)

La constitution est rétablie en 1936. Le parti Wafd revient au pouvoir par suffrage universel. Moustafa el-Nahhas (en), un compagnon de Saad Zaghloul qui était en exil avec lui aux Seychelles, ancien Premier ministre en 1928 et en 1930, devient Premier ministre pour la troisième fois. Le 26 août 1936, les deux gouvernements signent le traité anglo-égyptien de 1936, qui marque le retrait de l'armée britannique de toute l'Égypte, à l'exception de la région du canal de Suez.
Au cours de la Seconde Guerre mondiale, les troupes britanniques utilisent l'Égypte comme base pour des opérations alliées dans la région (l'Égypte durant la Seconde Guerre mondiale, dont la brève invasion italienne de l'Égypte en 1940 et l'Opération Compass de 1940-1941). Puis, elles se retirent de la région du canal de Suez en 1947, mais les sentiments nationalistes anti-britanniques continuent de croître après la guerre. Les 22 et 23 juillet 1952, le Mouvement des officiers libres, dirigé par Mohammed Naguib et Gamal Abdel Nasser renverse le roi Farouk, dont l'armée est accusée de la mauvaise performance de l'Égypte dans la guerre de 1948 avec Israël, lançant ainsi la révolution égyptienne de 1952. Les attentes populaires en matière de réformes immédiates conduisent à des émeutes ouvrières de Kafr Dawar le 12 août 1952, qui aboutit à deux peines de mort. 
À la suite d'une brève expérience avec un régime civil, les officiers libres abrogent la Constitution de 1923 et déclarent l'Égypte une république le 18 juin 1953. Nasser devenu un chef charismatique, non seulement de l'Égypte mais aussi du monde arabe, se promeut[réf. nécessaire] et met en œuvre le « Socialisme arabe ».

## Dissolution
Le règne de Farouk a été caractérisé par un mécontentement de plus en plus nationaliste sur l'occupation britannique, la corruption et l'incompétence royale et la désastreuse guerre israélo-arabe de 1948. Tous ces facteurs ont contribué à affaiblir la position terminale de Farouk et ouvert la voie à la révolution de 1952. Farouk est contraint d'abdiquer en faveur de son jeune fils Ahmed Fouad qui est devenu Fouad II, encore nourrisson, tandis que l'administration du pays passe au Mouvement des officiers libres sous Mohammed Naguib (1901-1984) et Gamal Abdel Nasser (1918-1970). 
L'enfant-roi règne moins d'un an et le 18 juin 1953, les révolutionnaires abolissent la monarchie et déclarent l'Égypte une République, mettant fin à un siècle et demi de domination de la dynastie de Méhémet Ali.

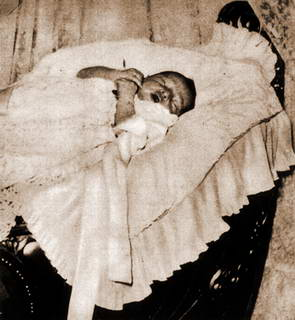
Fouad II (1952-)
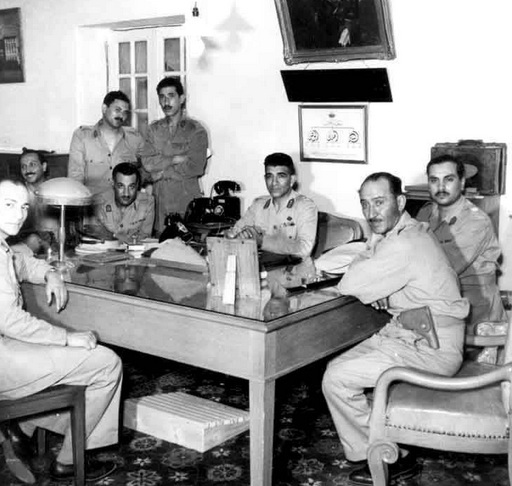
Mouvement des officiers libres
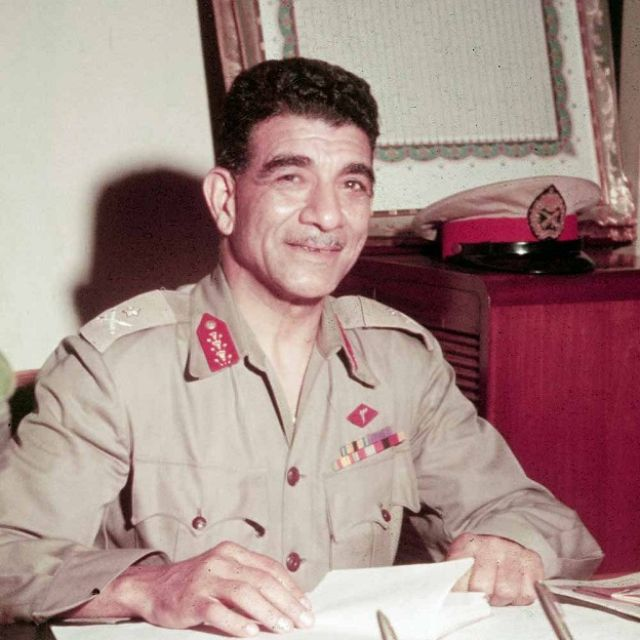
Mohammed Naguib
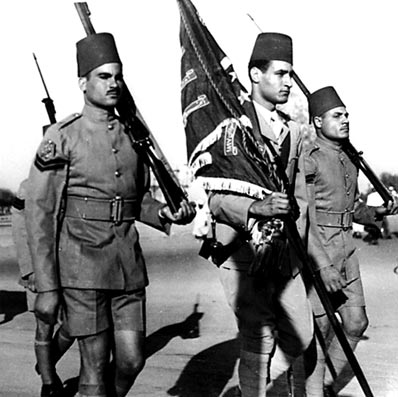
Gamal Abdel Nasser